# Škoda 15Tr

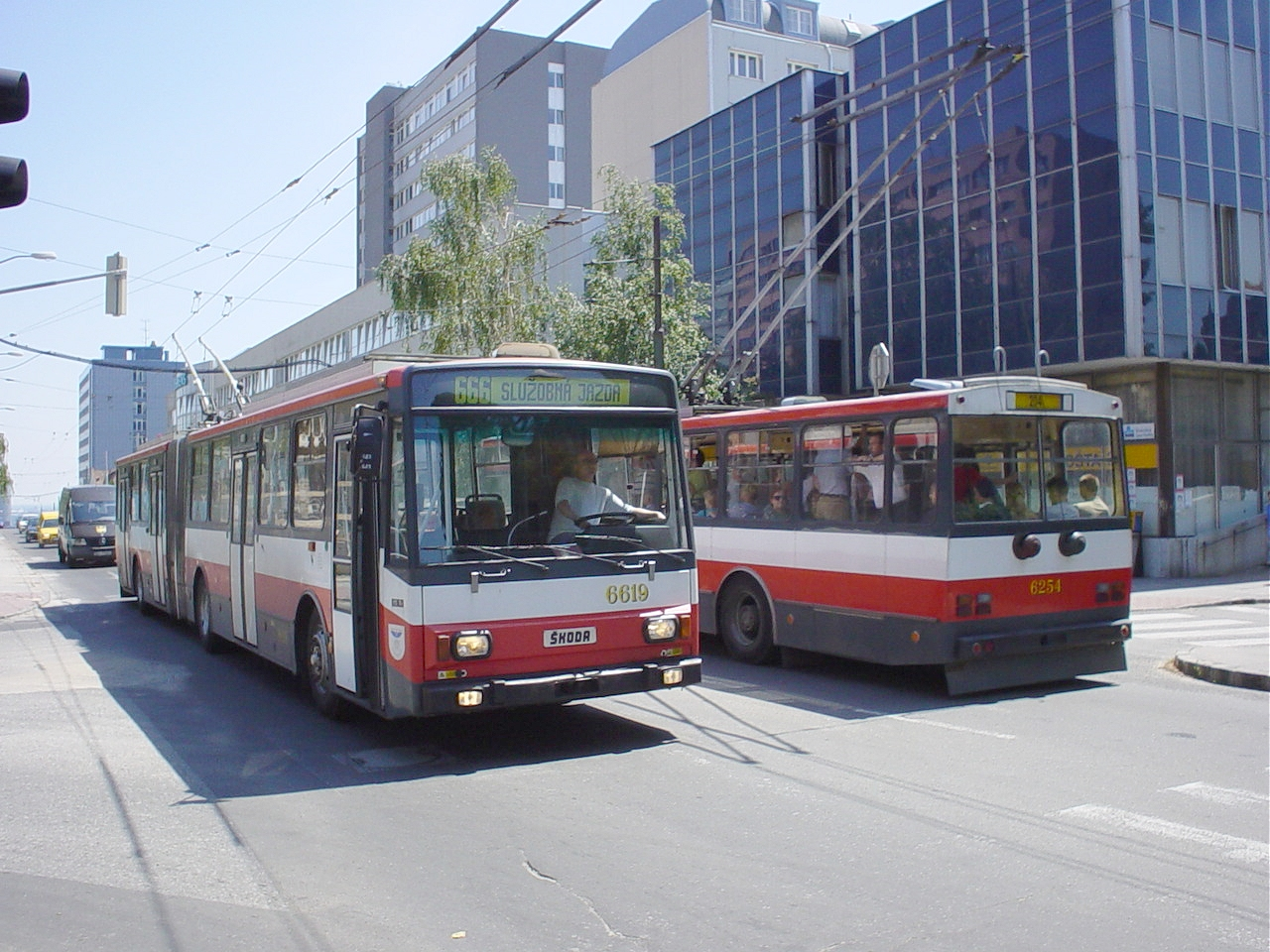
Bratislava: Filosnodato Škoda 15TrM n. 6619 sulla linea 666

Škoda 15Tr è un modello di filobus articolato realizzato nell'allora Cecoslovacchia ed impiegato in tutti i paesi dell'Europa orientale.

## Storia
Tale modello è stato commercializzato come prototipo nel 1983, per poi venir costruito su larga scala negli anni successivi, orientativamente tra il 1988 ed il 1994.
Versioni modificate sono state realizzate in seguito al pari dello 
Škoda 14Tr.

## Caratteristiche
È un filobus dalle forme squadrate lungo quasi 18 metri, con guida a sinistra, quattro porte rototraslanti, grandi finestrini, parabrezza diviso in due parti: è la versione articolata dello Škoda 14Tr.

## Versioni
Nel 1995 è iniziata la produzione dello Škoda 15TrM, ultimata poi nel 2003, un modello aggiornato nelle tecnologie e dall'aspetto moderno, riconoscibile subito dal frontale con un grande parabrezza ed il display luminoso per l'indicazione della linea e percorso.
Alcune aziende hanno successivamente rimodernato alcuni Škoda 15Tr di vecchia produzione, denominati anche questi Škoda 15TrM.

## Diffusione
Tale modello è presente nei parchi aziendali di alcune città della Repubblica Ceca (in piccolo numero ma presenti a Ústí nad Labem e České Budějovice), Slovacchia (Bratislava), Ucraina (Kiev, Simferopoli) per fare solo degli esempi.